# Paolo I di Napoli
Paolo I di Napoli (Napoli, II secolo – Napoli, 223) è stato un vescovo romano, venerato come santo dalla Chiesa cattolica.
Fu il quinto vescovo di Napoli dalla morte del suo predecessore nel 203, San Probo, fino all'ingresso del suo successore nel 223, Sant'Agrippino.